# Chantel Valdivieso
Chantel Valdivieso (Lakenheath, 6 de junio de 1994) es una actriz estadounidense, reconocida por su participación en las películas The Polar Express y The Santa Clause 3: The Escape Clause. En 2005 ganó un Premio Young Artist en la categoría de reparto joven destacado en un nuevo medio por The Polar Express y dos años después fue nominada en los mismos premios en la categoría de reparto joven destacado en un largometraje por The Santa Clause 3. Ha registrado apariciones en series de televisión como Zoey 101 y The Loop.

## Filmografía destacada

### Cine
| Año  | Título                                | Papel  |
| ---- | ------------------------------------- | ------ |
| 2004 | The Polar Express                     | Holly  |
| 2006 | The Santa Clause 3: The Escape Clause | Elfo   |
| 2008 | Something is Killing Tate             | Dottie |

### Televisión
| Año  | Título        | Papel      | Notas            |
| ---- | ------------- | ---------- | ---------------- |
| 2004 | Dog Whisperer | Ella misma | 1 episodio       |
| 2005 | Zoey 101      | Karen      | 2 episodios      |
| 2007 | The Loop      | Hahhah     | Papel recurrente |

### Videojuegos
| Año  | Título            | Papel       |
| ---- | ----------------- | ----------- |
| 2004 | The Polar Express | Holly (voz) |